# Moog 1130 Drum Controller
Il Moog 1130 drum controller è un tamburo-sintetizzatore monofonico analogico inventato da Robert Moog. Fu messo in commercio nei primi anni 70' dalla Moog Music a disposizione dei batteristi, al fine di creare il primo tipo di interazione tra sintetizzatore e strumento a percussione.

## Struttura
Il Moog 1130 drum controller poteva interagire con i sintetizzatori della marca Moog come il Moog Modular, il Minimoog Mod. D e il Micromoog. Estremamente facile da installare e utilizzare, attraverso il cosiddetto "Cavo di estensione", lo strumento aveva due funzioni principali di controllo denominate "Scale" e Sensitivity". Le altre funzioni venivano controllate tramite il sintetizzatore analogico attraverso l'ingresso "Accessory", come per il "Ribbon Controller" e il "Sample & Hold Module".

## Utilizzo
Il batterista Carl Palmer del trio progressive Emerson, Lake & Palmer, è stato il primo artista ad usare il Moog 1130 drum controller, nella fattispecie nel brano "Toccata" contenuto nell'album "Brain Salad Surgery" del 1973. (Strumento usato dallo stesso batterista anche dal vivo nel tour promozionale dello stesso album tra il 1973 e il 1974). Nella parte finale dello stesso brano, si può ascoltare l'utilizzo del Moog 1130 drum controller in una successione velocissima di note a grappolo, impossibili da riprodurre a mano con una tastiera.
Nel panorama italiano, l'unico ad utilizzarlo in forma sperimentale è stato il batterista della PFM, Franz Di Cioccio. Fra gli artisti che hanno usato questo strumento in modo significativo si possono citare:
Artisti stranieri:
- Tangerine Dream
- Carl Palmer degli Emerson, Lake & Palmer
- Alan White degli Yes
- Tomita

Artisti italiani:
- Franz Di Cioccio della Premiata Forneria Marconi